# 川口市立戸塚東小学校
川口市立戸塚東小学校（かわぐちしりつ とづかひがししょうがっこう）は、埼玉県川口市戸塚東にある公立小学校。

## 沿革
- 1982年4月1日 - 川口市立戸塚小学校を分離して川口市立戸塚東小学校として開校
- 1989年4月1日 - 川口市立戸塚北小学校の開校により学区変更
- 1994年3月31日 - 川口市立戸塚綾瀬小学校の開校により学区変更[1]

## 教育目標
- かしこく
- やさしく
- たくましく[2]

## 通学区域
- 戸塚東1丁目 - 全域
- 戸塚東2丁目 - 全域
- 戸塚東3丁目 - 全域
- 戸塚東4丁目 - 一部[3]

## 著名な関係者
出身者
- 伊勢直弘 - 脚本家・演出家・城西国際大学講師
- 安西幸輝 - サッカー選手
- 松尾佑介 - サッカー選手